# 風車 ＜re:wind＞
風車 ＜re:wind＞（かざぐるま＜リワインド＞）は、キム・ヒョンジュンの5枚目のシングル。
2017年6月6日にリリース。

## 概要
- 日本5thシングル。
- 「初回限定盤A」「初回限定盤B」「初回限定盤C」「通常盤」の4形態で発売。
- 除隊後初となる約２年半ぶりのシングルをセルフ・プロデュースで自身の誕生日（6月6日）にリリースした。

## 収録曲

### 初回限定盤A
・デジパック仕様

・ブックレット6P

CD
1. 風車 ＜re:wind＞
2. Stay here
3. Wake me up

DVD
1. 風車 ＜re:wind＞ Music Video

### 初回限定盤B
・デジパック仕様

・ブックレット6P

CD
1. 風車 ＜re:wind＞
2. Stay here
3. Wake me up

DVD
1. 風車 ＜re:wind＞ Making Video

### 初回限定盤C
・デジパック仕様

・フォトブックレット32P

CD
1. 風車 ＜re:wind＞
2. Stay here
3. Wake me up

### 通常盤
・通常プラケース仕様

・ブックレット6P

CD
1. 風車 ＜re:wind＞
2. Stay here
3. Wake me up
4. 風車 ＜re:wind＞ (Instrumental）
5. Stay here (Instrumental)
6. Wake me up (Instrumental)